# Stefan Tatarczak
Stefan Tatarczak (ur. 28 grudnia 1883 w Michowie, zm. 24 września 1962
w Ludwikowie) – polski rolnik, działacz społeczny, polityk, poseł na Sejm i senator w II RP.

## Życiorys
Był członkiem POW. 
Po I wojnie światowej był prezesem okręgowego Towarzystwa Organizacji i Kółek Rolniczych (TOiKR). Przez około 10 lat był członkiem sejmiku i wydziału powiatowego w Lubartowie. Działał w radzie i wydziale wojewódzkim w Lublinie, jako ich członek. Jako jeden z 10 posłów na Sejm Ustawodawczy z województwa lubelskiego, był członkiem Wojewódzkiego Komitetu Obrony Narodowej w Lublinie w 1920 roku.
W 2. połowie lat 30. był politycznie związany z Obozem Zjednoczenia Narodowego. Pracował jako przewodniczący jego struktury powiatowej w Lubartowie.
W okresie międzywojennym mieszkał w Ludwikowie.
W 4 kadencjach II RP był parlamentarzystą, był:
- posłem na Sejm Ustawodawczy (1919–1922) – z ramienia PSL „Wyzwolenie”
- posłem na Sejm 1. kadencji (1922–1927) – z ramienia PSL „Wyzwolenie”
- senatorem 2. kadencji (1928–1930)
- posłem na Sejm 4. kadencji (1935–1938) – wybranym z listy państwowej 43 307 głosami z okręgu nr 38 (powiaty: łukowski, garwoliński i lubartowski)[2].